# Magazin
Magazin es una banda de pop croata de Split. 

## Historia
Fundada en la década de 1970 bajo el nombre Dalmatinski Magazin, la banda comenzó a participar en los festivales locales de música pop con sus canciones con influencia de la música popular dálmata. El aumento gradual de su popularidad continuó en 1980 con la serie de victorias en prestigiosos festivales. 
Pero el cénit se alcanzó en 1980, cuando Ljiljana Nikolovska era la cantante principal del grupo. El líder de la banda y compositor Tonči Huljić comenzó a insertar los elementos de la música popular de otros países europeos en sus canciones, a menudo criticado por la promoción de turbo populares en Croacia. Esto no importó mucho a la audiencia de Magazin y se convirtió en una de las más populares y más influyentes bandas de música en Croacia. 
El grupo representó Croacia en el Festival de la Canción de Eurovisión 1995 con "Nostalgija".

## Discografía
- 1982. - Slatko stanje
- 1983. - Kokolo
- 1984. - O, la, la
- 1985. - Piši mi
- 1986. - Put putujem
- 1987. - Magazin
- 1988. - Besane noći
- 1989. - Dobro jutro
- 1990. - Svi najveći hitovi 1983. -1990.
- 1991. - Da mi te zaljubit u mene
- 1993. - Došlo vrijeme
- 1993. - Najbolje godine
- 1994. - Simpatija
- 1996. - Nebo boje moje ljubavi
- 1998. - Da si ti ja
- 2000. - Minus i plus
- 2002. - S druge strane mjeseca
- 2004. - Paaa..?
- 2005. - Dueti 1985. -2005.
- 2007. - Dama i Car
- 2008. - Bossa n' Magazin